# タクナ
タクナ（Tacna）は、ペルー南部、チリ国境近くにある都市。ペルー最南端、タクナ県の県都。人口は32万6227人（2021年）。

## 地理
面積は14,766平方キロメートルであり、広大である。カプリーナ（Caplina）の谷に位置し、標高562メートル。

## 気候
夏（1月～3月）の気温は25℃から28℃。
冬（6月～8月）の気温は6℃から13℃。

## 歴史
- 1836年-1839年　ペルー・ボリビア連合の首都。
- 1880年6月　太平洋戦争によりチリ軍に占領される。
- 1929年 ペルーに返還される。

## 産業
観光業、農業等
- 農業

　オリーブやオレガノ等が特産品。特にオレガノはペルー国内の8割以上をタクナで生産している。

## 姉妹都市
- プーノ、ペルー
- アリカ、チリ
- イキケ、チリ
- ラパス、ボリビア
- Magdalena、ペルー
- メンドーサ、アルゼンチン
- アンバート、エクアドル

## 交通
パナメリカナ・スール（Panamericana Sur）、パナメリカナ・ノルテ（Panamericana Norte）経由で、ボリビア、チリ、アルゼンチンとつながっている。
アリカへと向かうチリとの国境は2014年11月現在、24時間開いている。
鉄道
チリのアリカからは鉄道で結ばれており、開業から100年以上経過している。
老朽化などを理由に2012年3月から運休しているが、2015年1月から改修工事を始める予定があり、工期は3カ月を見込んでいる。（2014.12.11現在）
鉄道駅は鉄道博物館 (タクナ)になっている。
バス
国際バスと国内バスがある。
特にチリのアリカへ国境を越えるバスが頻繁に走っており大変便利。
バス会社も多くあり、1つのバス会社だけでも25分間隔で運行。
国境越えの時間を入れて、片道所要1.5時間
（アリカへは他にも乗り合いタクシーなどの移動手段がある。）
国内バスはリマ、アレキパ、モケグアなどの都市へ向けた便が頻繁に走っている。
タクナからの距離（バス所要時間）
- リマ　　　1,293km　所要22時間
- イカ　　　1,027km　所要18時間
- アレキパ　　370km　所要 6時間

航空
タクナ中心部から片道5キロほどのところに、カルロス・シリアニ・サンタ・ロサ国際空港がある。
国内線はラン・ペルー航空とペルビアン・エアラインズ航空の2社が運航しており、リマとアレキパ行フライトがある。
タクナからの距離（飛行機所要時間）
- リマ　　　1,293km　所要1.5時間
- アレキパ　　370km　所要 1.5時間

## 観光地
- 鉄道博物館 (タクナ)
- タクナ大聖堂
- タクナ・アーチ
- タクナ装飾噴水
- セラの家
- タクナ市民劇場
- タクナ歴史博物館
- タクナ公立図書館
- タクナ裁判所
- ブログネシ通り
- タクナ・鉄道公園
- ティカコ温泉